# Завод комплексних добрив у Теруелі
Завод комплексних добрив у Теруелі — виробничий майданчик у центральній частині Іспанії.
У 1990 році компанія Agrimartín, що потім була перейменована на Térvalis, відкрила в Теруелі завод з виробництва комплексних добрив. Безпосереднім власником заводу наразі виступає її дочірня структура Fertinagro Fertesa.
Станом на кінець 1990-х потужність майданчику оцінювалась у 150 тисяч тонн на рік. Втім, наразі на сайті власника потужність заводу в Теруелі зазначена як 200 тисяч тонн.
Окрім азотно-фосфорно-калійних добрив, завод може випускати азотно-калійні та азотно-фосфорні добрива.